# Cairns Reef
Cairns Reef är ett rev på Stora barriärrevet i Australien.   Revets nordspets ligger 27 km från Cooktown i delstaten Queensland. 
Från revets nordspets till dess sydspets är cirka 15 km.